# Arquidiócesis de Vaduz
La arquidiócesis de Vaduz (en latín: Archidioecesis Vadutien(sis) y en alemán: Erzbistum Vaduz) es una circunscripción eclesiástica latina de la Iglesia católica en Liechtenstein, sede inmediatamente sujeta a la Santa Sede. La arquidiócesis tiene al obispo Benno Elbs como su Administrador apostólico et ad nutum Sanctae Sedis desde el 20 de septiembre de 2023.

## Territorio y organización
La arquidiócesis tiene 160 km² y extiende su jurisdicción sobre los fieles católicos de rito latino residentes en Liechtenstein. 
La sede de la arquidiócesis se encuentra en la ciudad de Vaduz, en donde se halla la Catedral de San Florián.
En 2020 en la arquidiócesis existían 10 parroquias.

## Historia
La arquidiócesis fue erigida el 2 de diciembre de 1997 con la bula Ad satius consulendum del papa Juan Pablo II separando territorio de la diócesis de Coira.

## Estadísticas
De acuerdo al Anuario Pontificio 2021 la arquidiócesis tenía a fines de 2020 un total de 28 153 fieles bautizados.
| Año                                                                             | Población            | Población | Población      | Sacerdotes | Sacerdotes    | Sacerdotes    | Bautizados por sacerdote | Diáconos permanentes | Religiosos | Religiosos | Parroquias |
| Año                                                                             | Bautizados católicos | Total     | % de católicos | Total      | Clero secular | Clero regular | Bautizados por sacerdote | Diáconos permanentes | Varones    | Mujeres    | Parroquias |
| ------------------------------------------------------------------------------- | -------------------- | --------- | -------------- | ---------- | ------------- | ------------- | ------------------------ | -------------------- | ---------- | ---------- | ---------- |
| 1999                                                                            | 24 962               | 31 320    | 79.7           | 28         | 15            | 13            | 891                      |                      | 13         | 62         | 10         |
| 2000                                                                            | 24 993               | 32 015    | 78.1           | 31         | 19            | 12            | 806                      | 1                    | 12         | 69         | 10         |
| 2001                                                                            | 24 993               | 32 015    | 78.1           | 30         | 19            | 11            | 833                      | 1                    | 11         | 69         | 10         |
| 2002                                                                            | 25 362               | 32 863    | 77.2           | 31         | 19            | 12            | 818                      | 1                    | 12         | 66         | 10         |
| 2003                                                                            | 25 642               | 33 525    | 76.5           | 30         | 19            | 11            | 854                      | 1                    | 11         | 64         | 10         |
| 2004                                                                            | 25 730               | 33 863    | 76.0           | 29         | 19            | 10            | 887                      |                      | 10         | 57         | 10         |
| 2010                                                                            | 27 239               | 34 603    | 78.7           | 34         | 23            | 11            | 801                      |                      | 11         | 52         | 10         |
| 2014                                                                            | 27 279               | 35 894    | 76.0           | 35         | 23            | 12            | 779                      |                      | 12         | 47         | 10         |
| 2017                                                                            | 27 450               | 36 149    | 75.9           | 31         | 21            | 10            | 885                      |                      | 10         | 47         | 10         |
| 2020                                                                            | 28 153               | 38 378    | 73.4           | 33         | 23            | 10            | 853                      |                      | 10         | 53         | 10         |
| Fuente: Catholic-Hierarchy, que a su vez toma los datos del Anuario Pontificio. |                      |           |                |            |               |               |                          |                      |            |            |            |

## Episcopologio
- Wolfgang Haas, (2 de diciembre de 1997 - 20 de septiembre de 2023) Retirado